# Northrop YA-9
El Northrop YA-9 fue un prototipo de avión de ataque a tierra y apoyo aéreo cercano desarrollado por Northrop para la Fuerza Aérea de los Estados Unidos. Fue descartado en favor de su competidor, el YA-10 de Fairchild, que se convirtió en el A-10 Thunderbolt II.

## Desarrollo y diseño

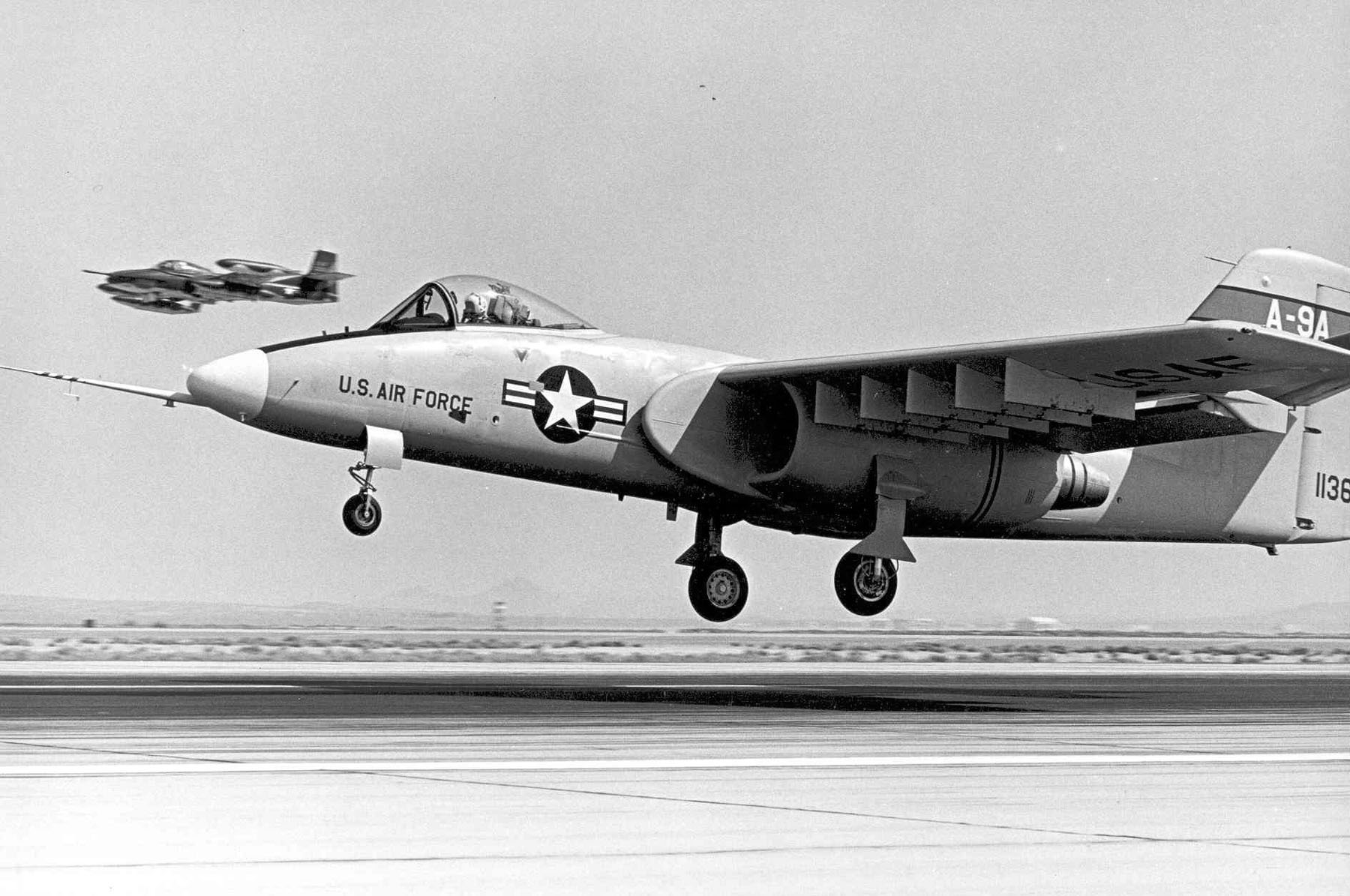
Northrop YA-9A.

### Programa A-X
A mediados de 1966, con intención de buscar un nuevo avión de ataque, la Fuerza Aérea de los Estados Unidos formó la oficina del programa denominado Attack Experimental (A-X). El oficial a cargo del proyecto fue el coronel Avery Kay. A continuación, el 6 de marzo de 1967, la Fuerza Aérea distribuyó una solicitud de información a 21 contratistas de defensa para el desarrollo del programa A-X, con el objetivo de crear un estudio de diseño para un avión de ataque de bajo coste. En 1969, el Secretario de la Fuerza Aérea pidió al analista de sistemas de defensa Pierre Sprey que redactara las especificaciones detalladas para el proyecto A-X propuesto. No obstante, la participación inicial de Sprey se mantuvo en secreto debido a la anterior polémica con su participación en el programa F-X, que sirvió para crear el F-15 Eagle. Los debates de Sprey con pilotos de aviones de ataque A-1 Skyraider que estaban operando en Vietnam y el análisis de eficiencia de las aeronaves que estaban siendo utilizadas en ese papel, indicaron que el avión de ataque ideal debería de poder permanecer mucho tiempo merodeando, ser maniobrable a baja velocidad, disponer de una potencia de fuego de cañón masiva, y tener una capacidad de supervivencia extrema; un avión que tuviera las mejores características de aviones como los Ilyushin Il-2 Shturmovik, Henschel Hs 129 y A-1 Skyraider. Las especificaciones también exigían que el avión tuviese un coste inferior a 3 millones de dólares de la época.
En mayo de 1970, la Fuerza Aérea emitió una solicitud de propuestas modificada y mucho más detallada. La amenaza de las fuerzas blindadas de la Unión Soviética, y las operaciones de ataque todo tiempo se hicieron más importantes. Entonces se incluía en los requerimientos que el avión debía ser diseñado específicamente para el cañón de 30 mm. También se pedía un avión con una velocidad máxima de 740 km/h, una distancia de despegue de 1200 m, una carga externa de 7300 kg, un radio de combate de 460 km, y un coste unitario de 1,4 millones de dólares. Al mismo tiempo fue emitida una solicitud de propuestas para el cañón de 30 mm del A-X, pidiendo una alta cadencia de tiro (4000 disparos/minuto) y una alta velocidad de salida.

### Competición

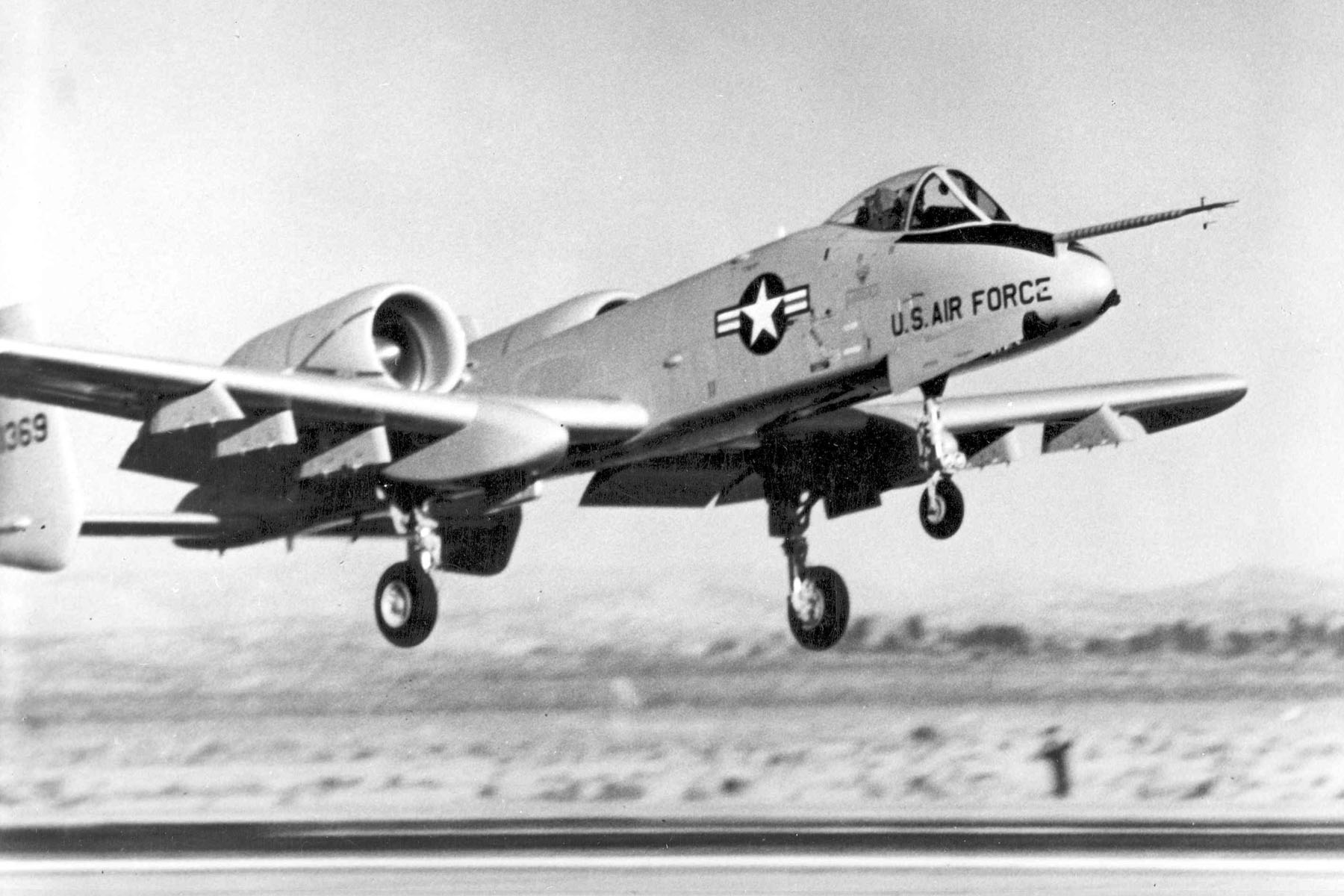
Fairchild YA-10A, competidor del YA-9A en el programa A-X.

Seis compañías enviaron sus propuestas a la USAF, siendo seleccionadas Northrop y Fairchild-Republic para construir los prototipos: el Northrop YA-9A y el Fairchild-Republic YA-10A respectivamente. Por otra parte, General Electric y Philco-Ford fueron escogidas para fabricar y probar los prototipos del cañón GAU-8 Avenger.
El YA-9A realizó su primer vuelo el 30 de mayo de 1972. Tras las pruebas y una competición contra el YA-10A, que comenzó el 10 de octubre y duró prácticamente dos meses, la Fuerza Aérea anunció, el 18 de enero de 1973, la elección del YA-10A de Fairchild-Republic para entrar en producción. El YA-9A había completado 147 horas de vuelo en 123 salidas, mientras que su competidor, 138,5 horas en 87 despegues. Las principales razones de la elección del avión de Fairchild-Republic fueron que sus alas ofrecían una mayor capacidad de carga y mejor acceso, era más manejable en el suelo y era más sencillo de fabricar. Los dos prototipos A-9A fueron transferidos a la NASA para ser probados en vuelo antes de ser retirados.

## Supervivientes

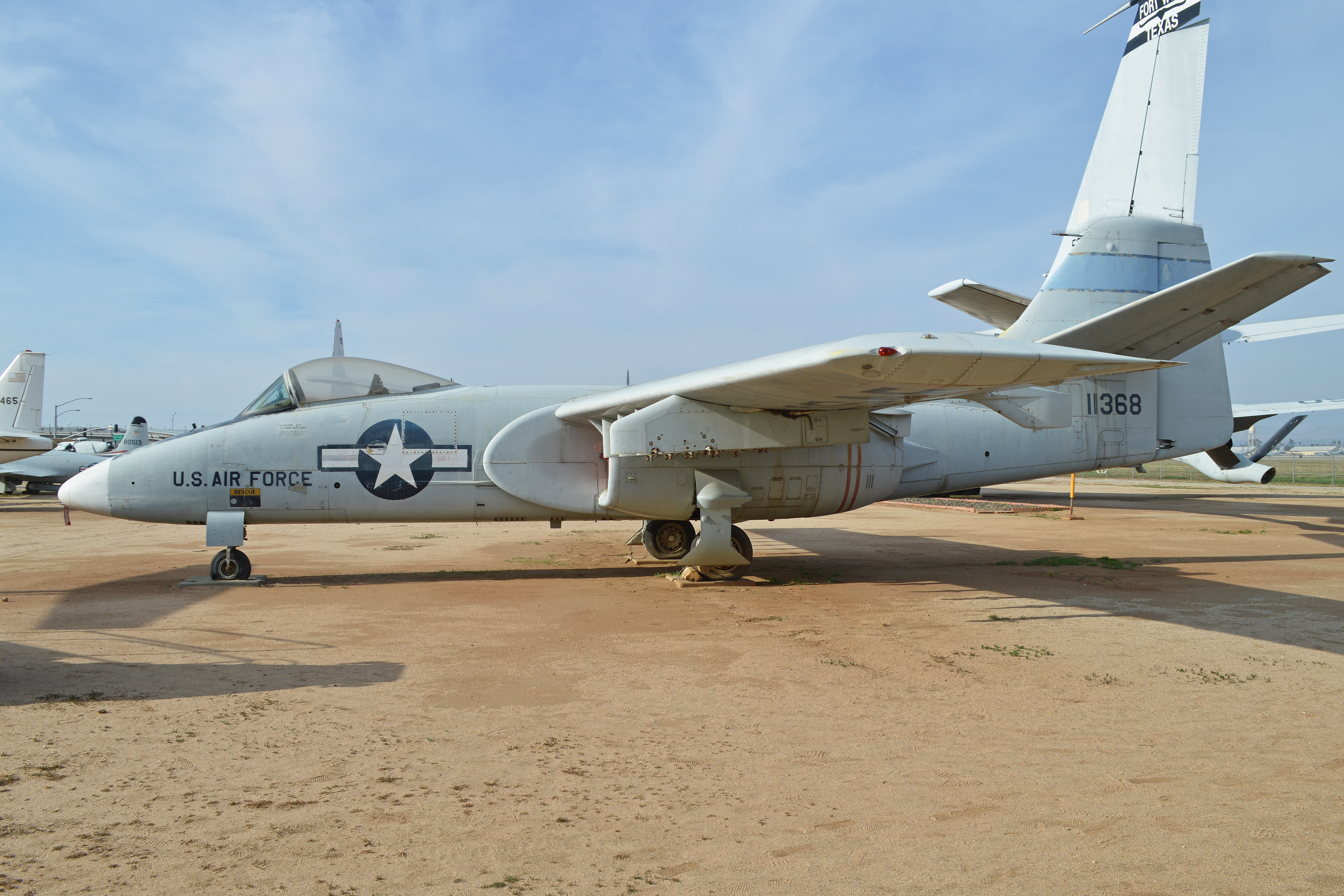
Northrop YA-9A en March Field Air Museum, Riverside, CA.

- 71-1367: Base de la Fuerza Aérea Edwards (California, Estados Unidos).
- 71-1368: March Field Air Museum, March Air Reserve Base (California, Estados Unidos).

## Especificaciones (YA-9)

### Características generales
- Tripulación: Uno (piloto)
- Longitud: 16,3 m (53,5 ft)
- Envergadura: 16,3 m (53,5 ft)
- Altura: 5,4 m (17,7 ft)
- Superficie alar: 53,9 m² (580 ft²)
- Peso vacío: 10 467 kg (23 069,3 lb)
- Peso cargado: 12 961 kg (28 566 lb)
- Peso máximo al despegue: 12 961 kg (28 566 lb)
- Planta motriz: 2× turbofán Lycoming YF102-LD-100.
  - Empuje normal: 33,4 de empuje cada uno.

### Rendimiento
- Velocidad máxima operativa (Vno): 837 km/h (520 MPH; 452 kt)
- Empuje/peso: 0,33

### Armamento
- Cañones: 

  - 1x M61 Vulcan de 20 mm
- Otros: Hasta 8350 kg de armamento externo

## Aeronaves relacionadas

### Aeronaves similares
- Fairchild A-10 Thunderbolt II
- Ilyushin Il-102
- / Sukhoi Su-25

### Secuencias de designación
- Secuencia N- (interna de Northrop): ← N-306 - N-307 - N-311 - N-320 - N-321 - N-322 - N-330 →
- Secuencia A- (Aviones de Ataque estadounidenses, 1962-presente): ← A-6 - A-7/F - A-8 - YA-9 - A-10 - A-12